# Südzentral-Banda
Das Südzentral-Banda ist eine Sprache der Banda-Sprachen, die von über 153.000 Personen gesprochen wird, vor allem in der Zentralafrikanischen Republik, mit etwa einigen tausend Sprechern in der Demokratischen Republik Kongo. 
Das Südzentral-Banda ist mit dem Langbashe gegenüber verständlich. Etwa 150.000 Sprecher leben in der Zentralafrikanischen Republik und 3000 in der Demokratischen Republik Kongo.